# Château de Drée
Pour les articles homonymes, voir Drée (homonymie).
Le château de Drée est situé sur la commune de Curbigny en Saône-et-Loire, sur un terrain en pente douce, à 1 500 mètres du village.
C'est l'un des quatorze lieux d'exception ouverts au public réunis depuis une vingtaine d'années au sein de « La Route des châteaux en Bourgogne du Sud ».

## Protection
Le château, ses communs et les deux pavillons octogonaux à l'entrée du parc sont inscrits monuments historiques depuis le 3 juin 1959.

## Description
Le bâtiment (essentiellement du XVIIe siècle) est de plan rectangulaire formé de trois corps en U et cantonné de pavillons.
Le centre de la façade orientale du corps de logis est occupé par un avant-corps de trois travées formé, au rez-de-chaussée, au-delà d'un degré de cinq marches, d'un portique constitué de deux rangs de quatre colonnes à bases attiques et chapiteaux cantonnés de têtes d'animaux, qui supportent un balcon à balustrade de pierre sur lequel ouvrent, entre des colonnes à chapiteaux décorés de feuillage, trois portes-fenêtres rectangulaires. Au-dessus de celles-ci, règne une corniche à modillons fortement saillante surmontée d'un muret que couronne un cartouche aux armes des Tournon-Simiane (écartelé : aux 1 et 4 d'azur semé de fleurs de lys d'or, parti de gueules au lion d'or, aux 2 et 3 semés de tours et de fleurs de lys d'or) entre deux lions accroupis affrontés. Les façades Nord et Sud des deux pavillons orientaux sont en légère avancée sur celles des ailes, dont ils flanquent les extrémités.
La façade occidentale donnant sur le parc est plus dépouillée, l'avant-corps central étant couronné d'un fronton.
L'intérieur renferme, entre autres, un grand salon blanc dont les boiseries et le plafond sont décorés de trophées champêtres, de bouquets et de guirlandes de fleurs de style rococo.
Le château est une propriété privée. Il est ouvert au public.
Les jardins à la française constitués de terrasses ont le label « Jardin remarquable ».

### Colombier
Le colombier de forme octogonale hébergeait l'élevage des pigeons domestiques servant à nourrir les seigneurs. L'échelle et la potence centrale permettaient l'accès aux boulins. La possession d'un colombier était sous l'Ancien Régime un droit seigneurial et le nombre de nids était proportionnel aux biens fonciers du propriétaire : au XVIIe siècle, le seigneur de Drée avait ici 805 boulins, ce qui correspond à plus de 400 hectares de terres.
Le colombier a été transformé en prison au XVIIIe siècle : le seigneur de Drée possédait le droit de basse justice. Cette prison servait principalement de dissuasion, elle a été peu utilisée.

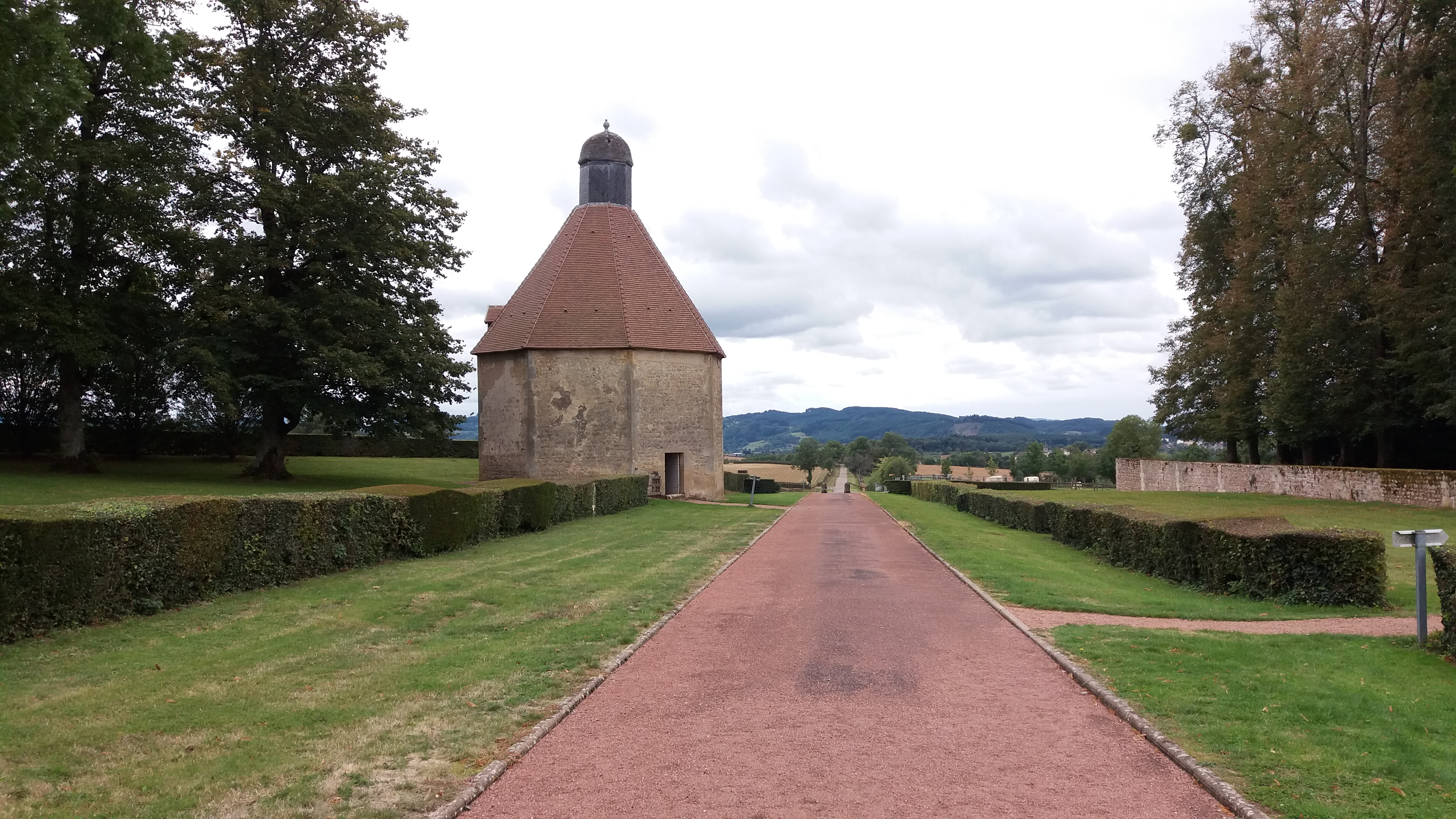
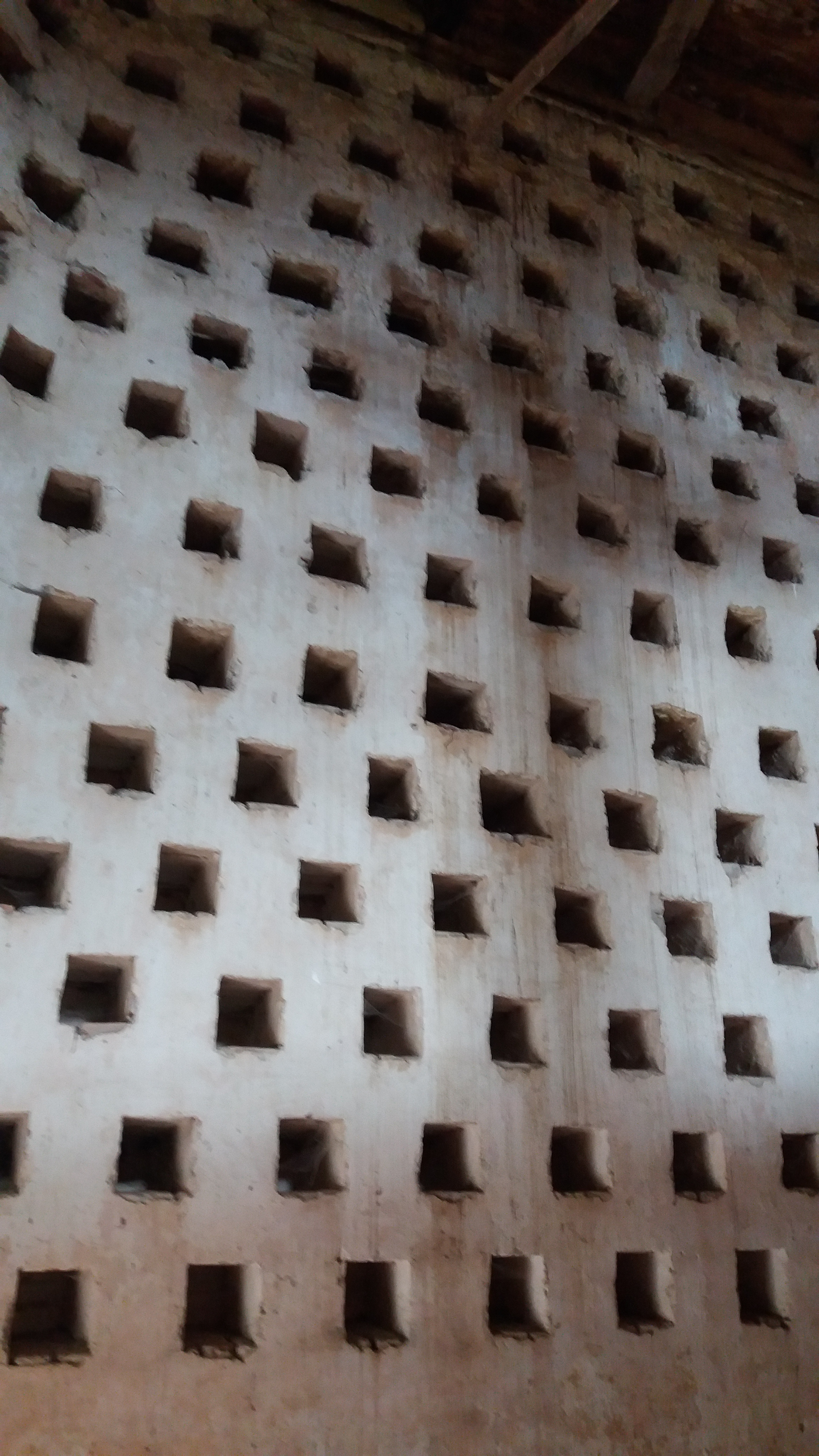
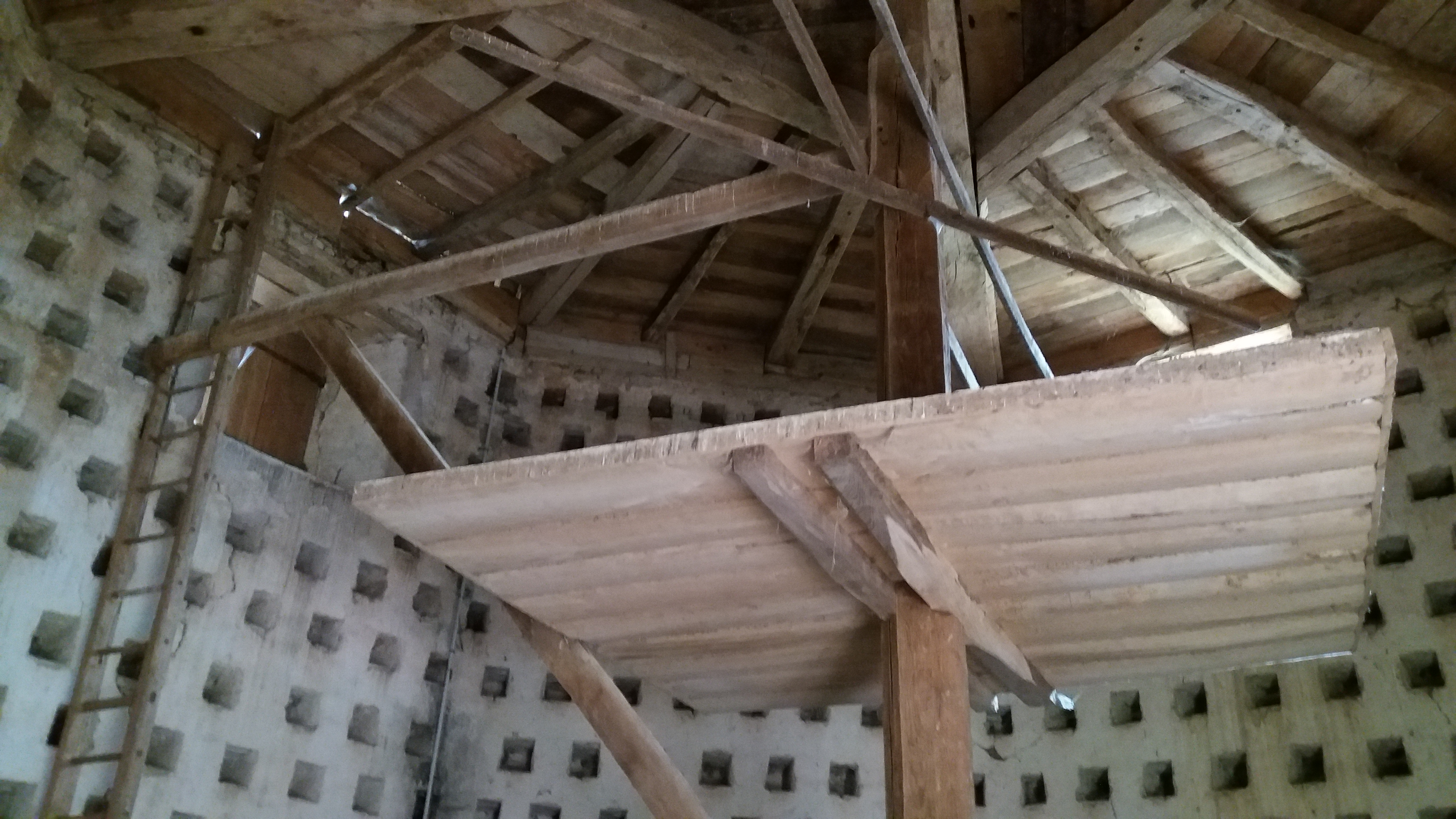
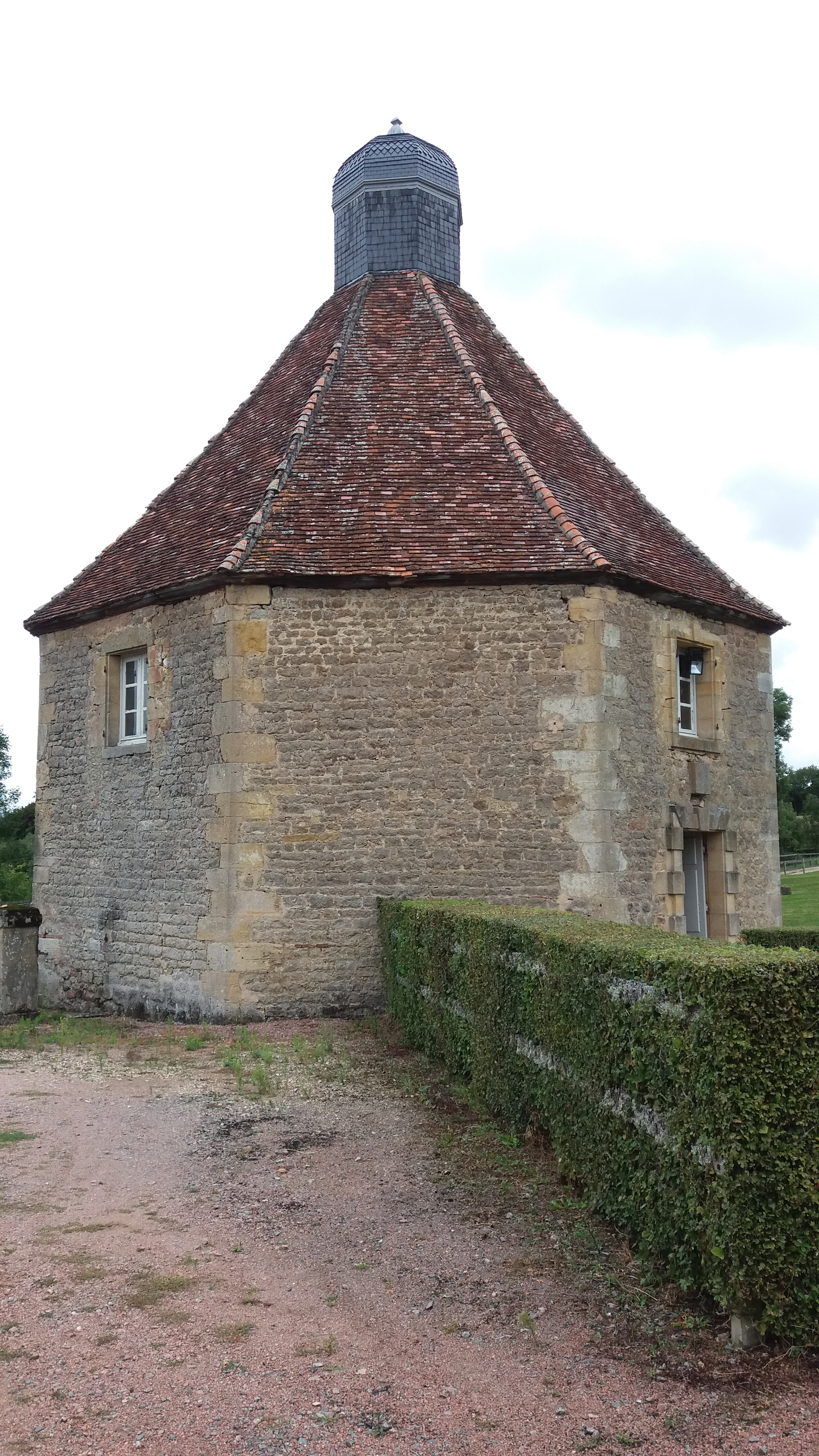
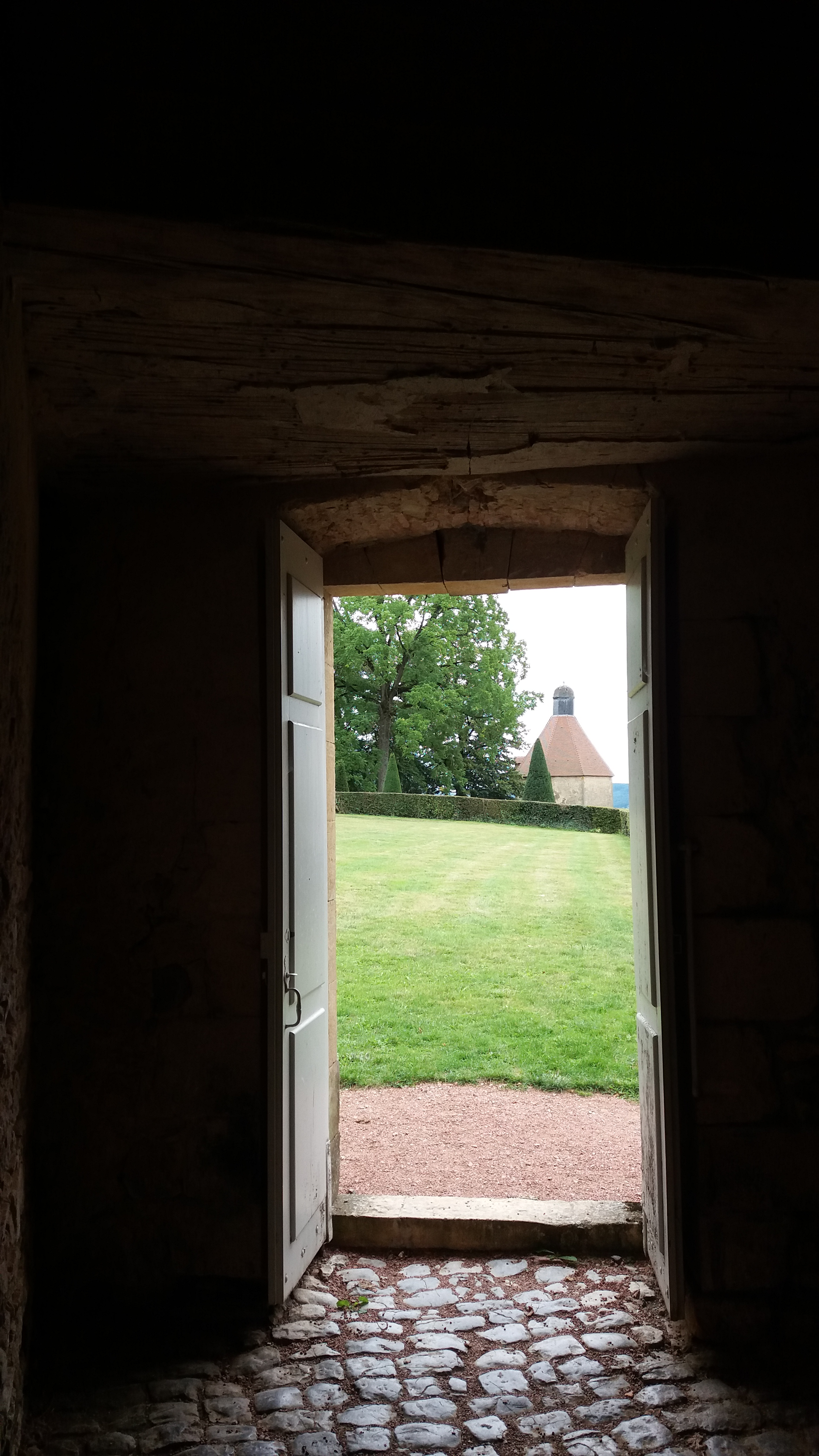
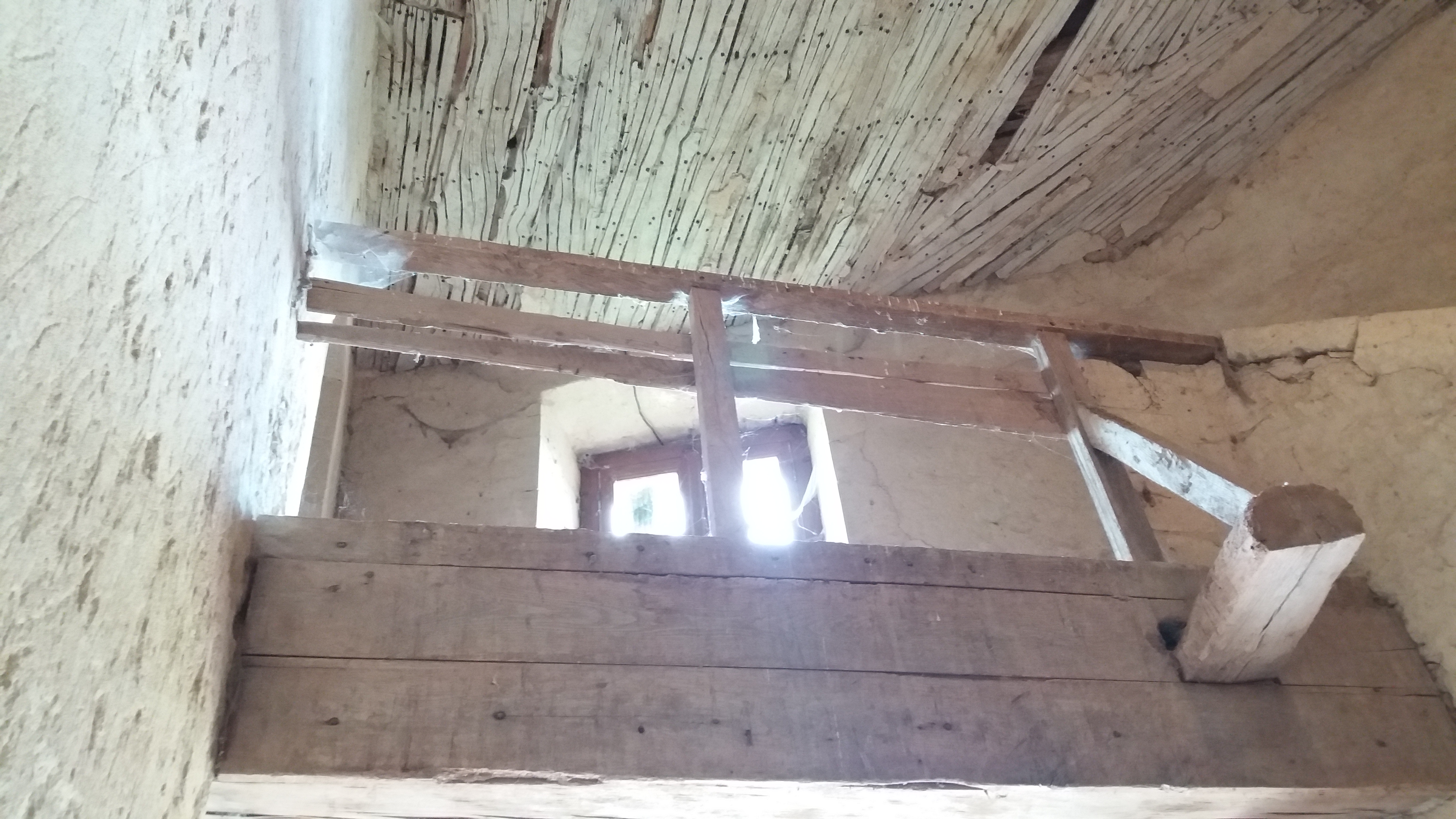

### Jardin à la française

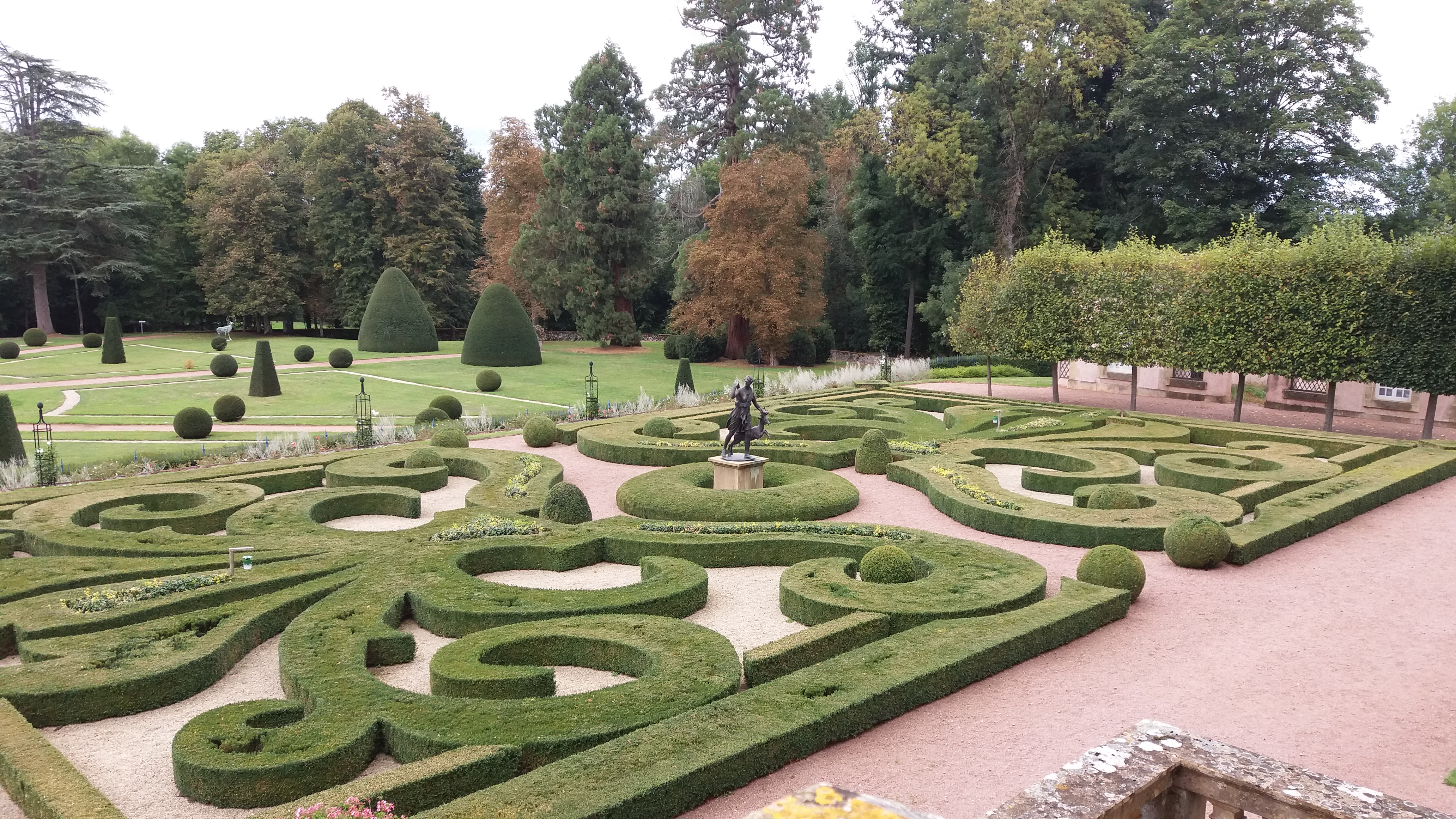
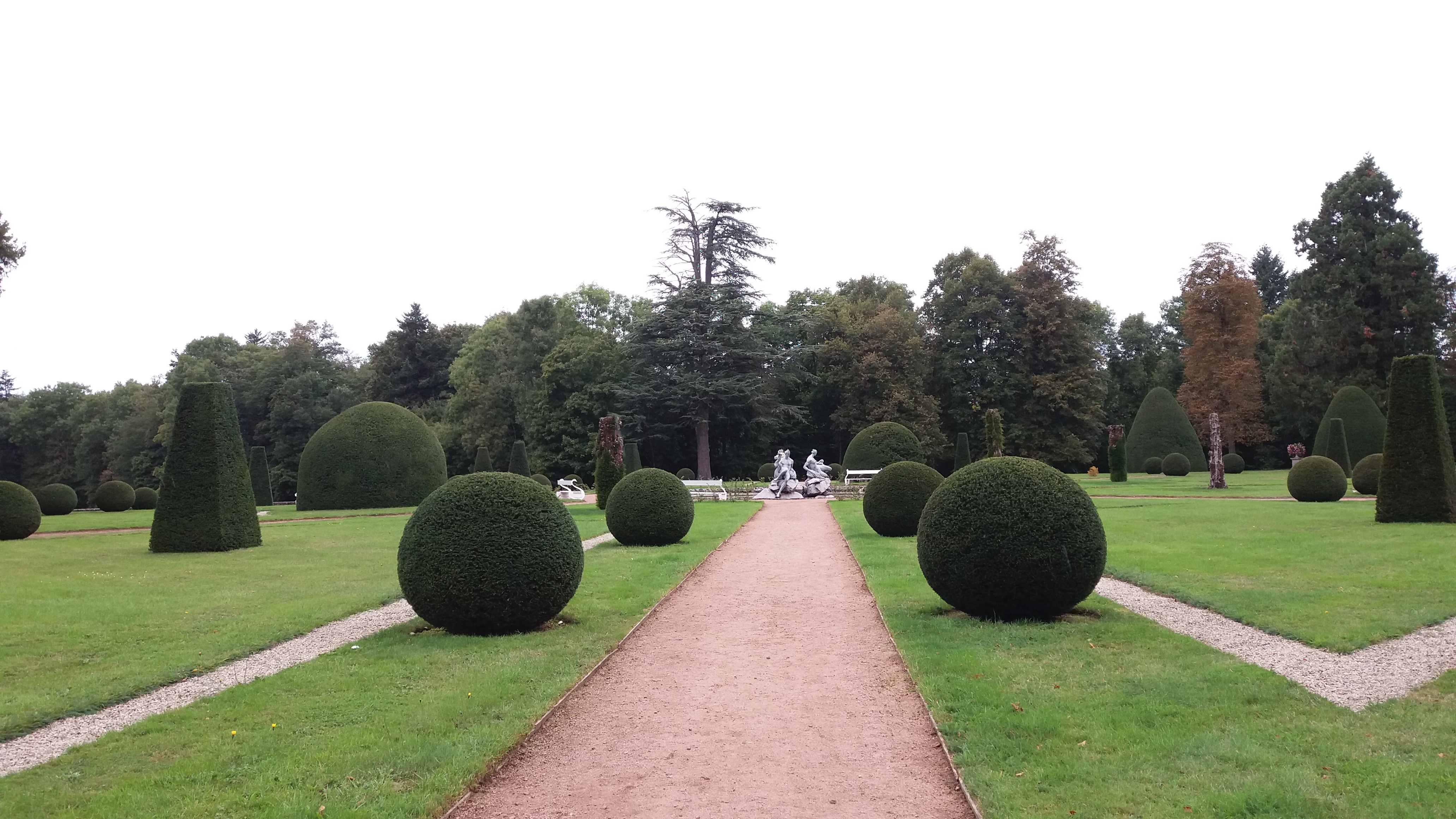
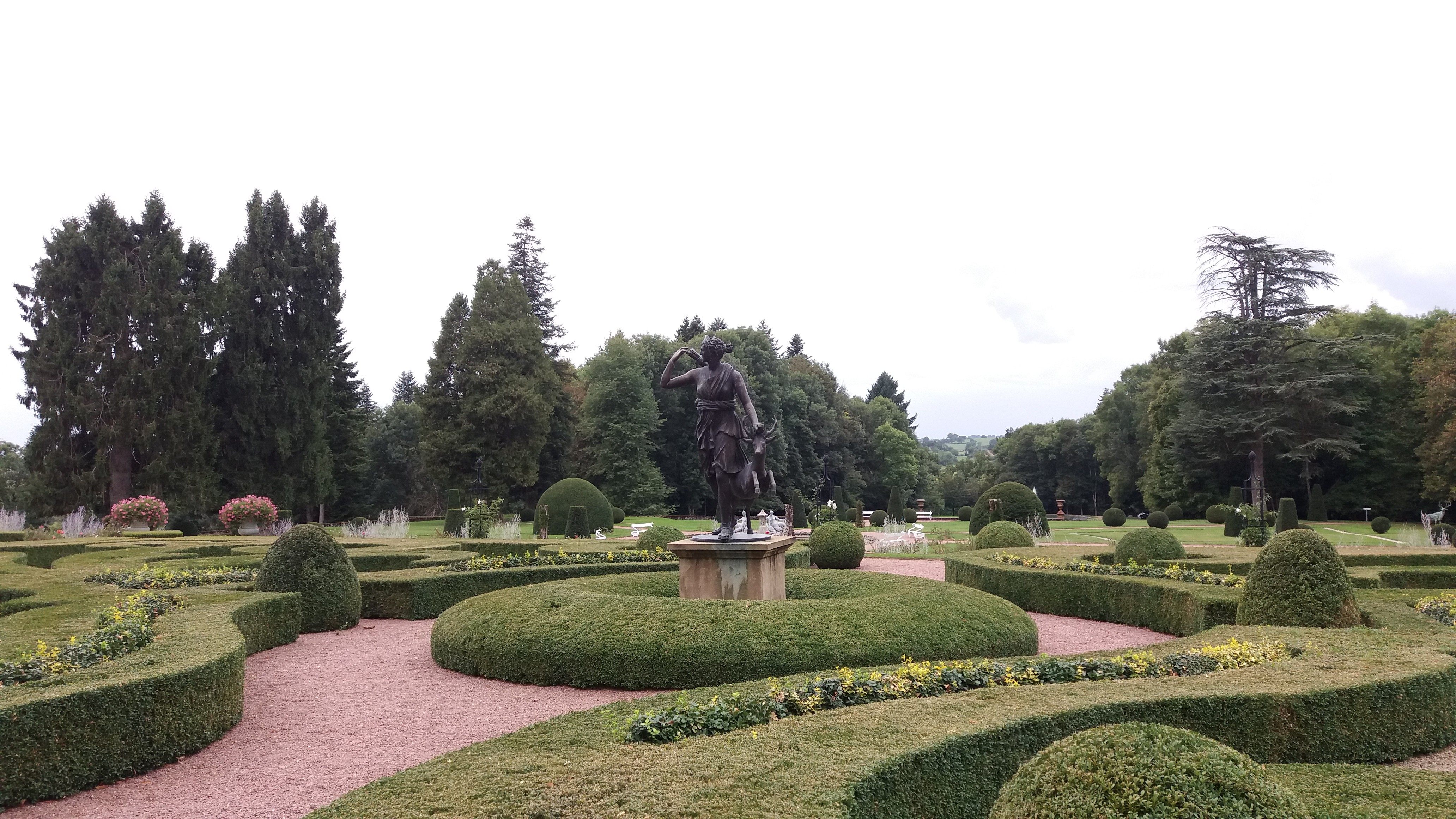

### Chenil et poulailler
Le château de Drée était aménagé pour la chasse, possédant un chenil dans les douves de l'ancienne ferme fortifiée. Il comportait un bassin pour laver les chiens, ainsi qu'un poulailler.

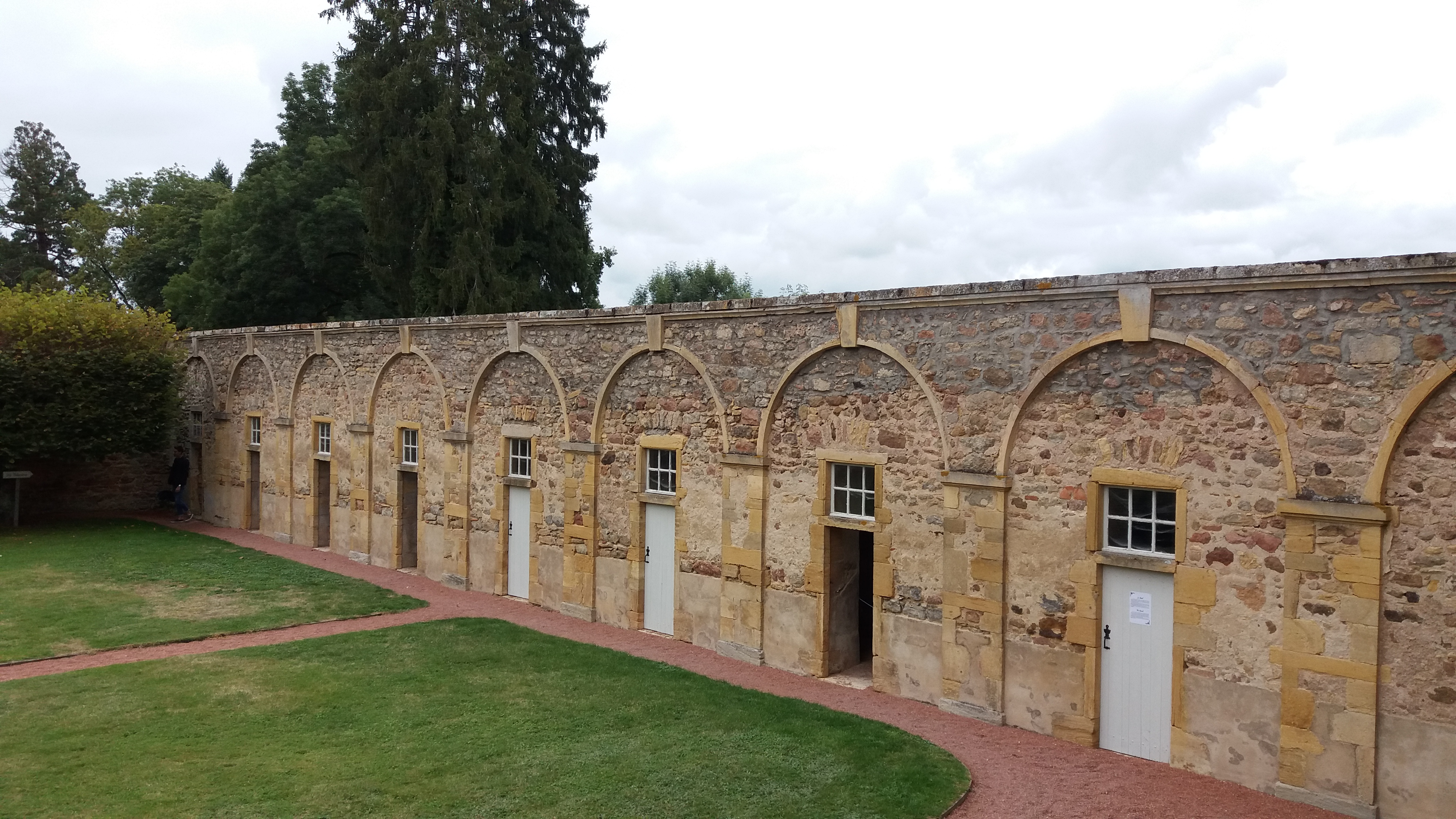
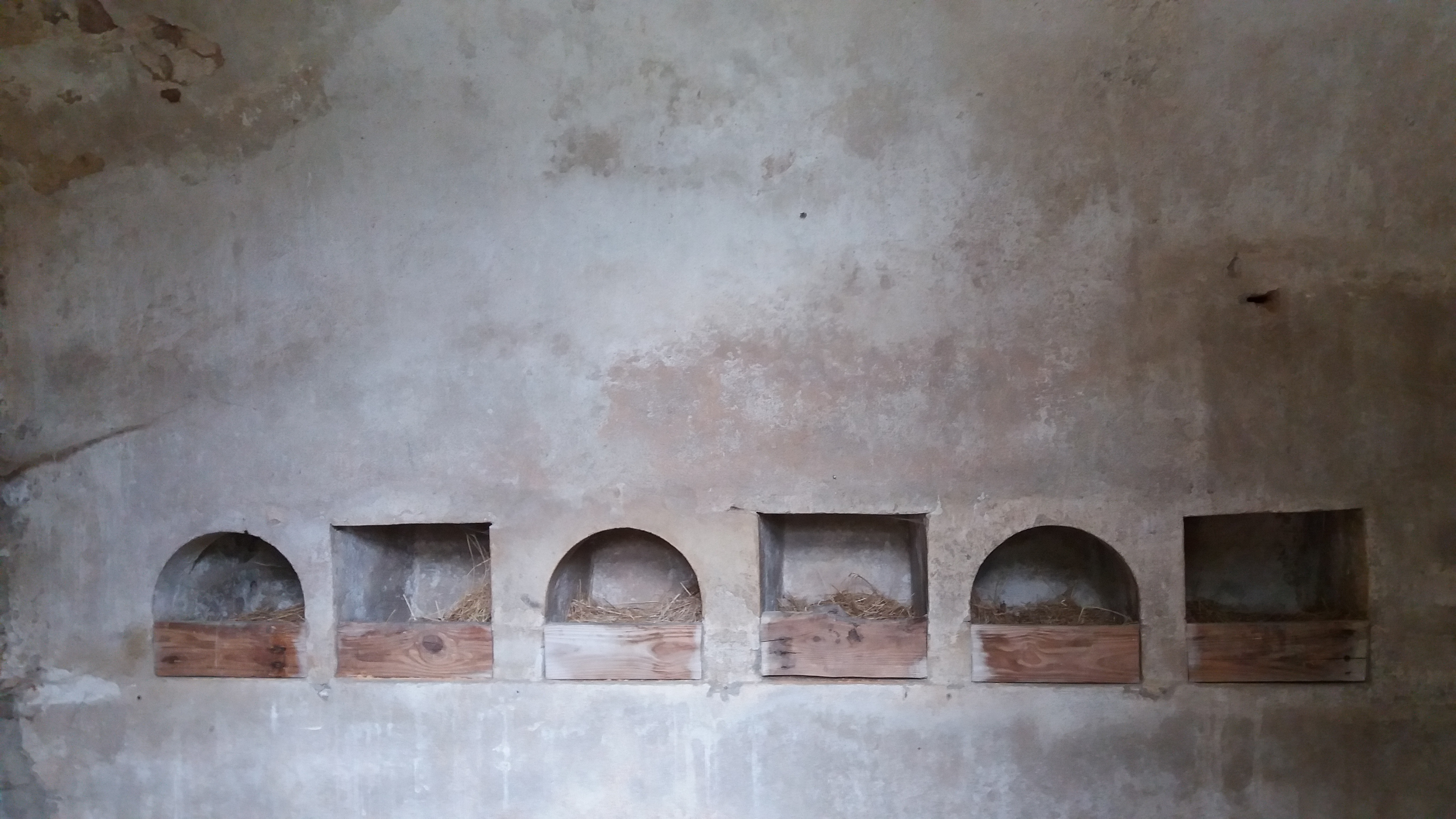

### Glacière
Les fermiers prélevaient la glace sur les étangs gelés et la stockaient dans la glacière du château, pouvant la conserver ainsi toute l'année. Construite en pierre, elle a servi jusqu'à la Seconde Guerre mondiale. La glace était arrosée régulièrement pour la sceller en un bloc unique, le tout étant recouvert d'une bonne couche de paille.

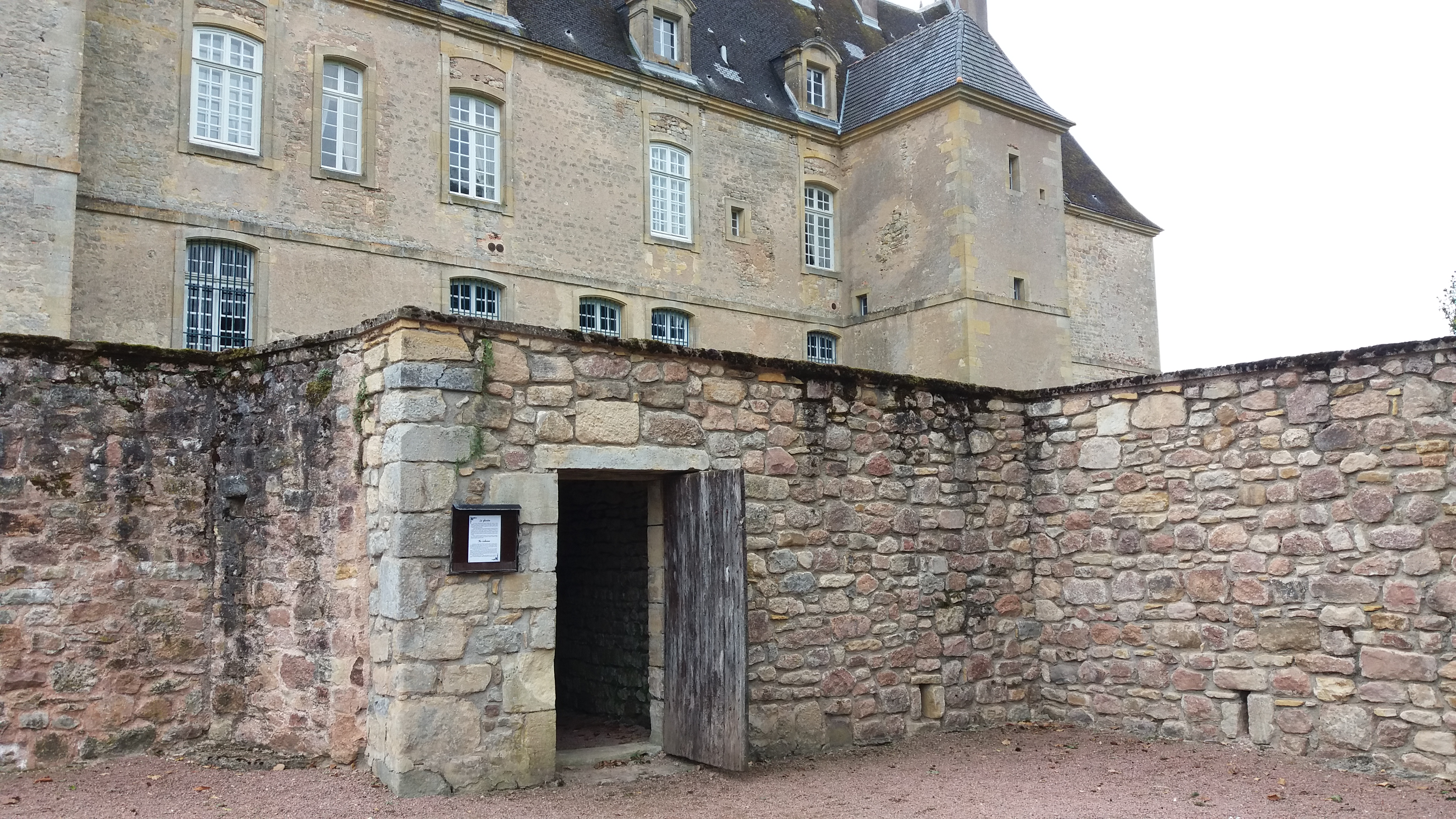
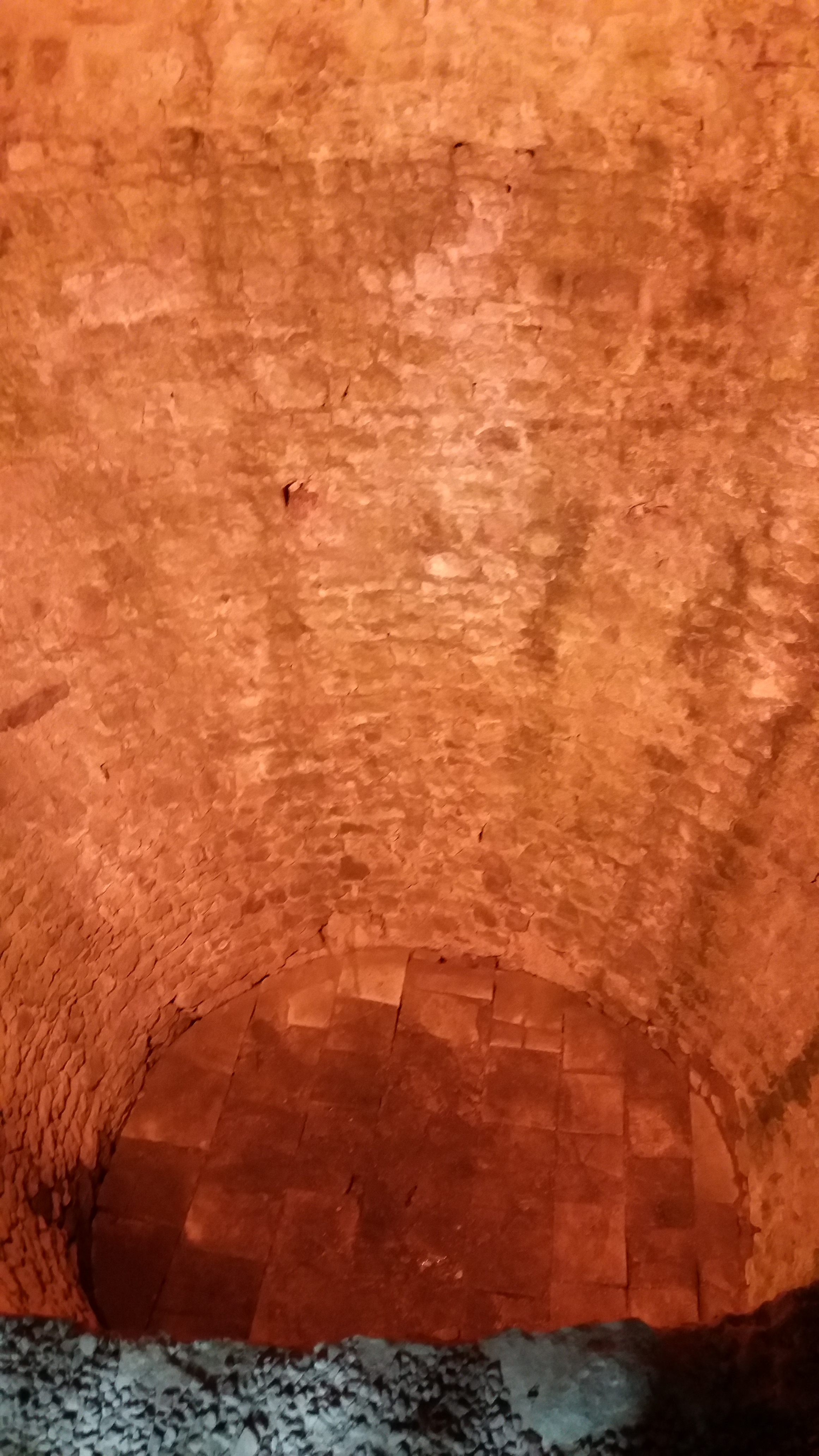
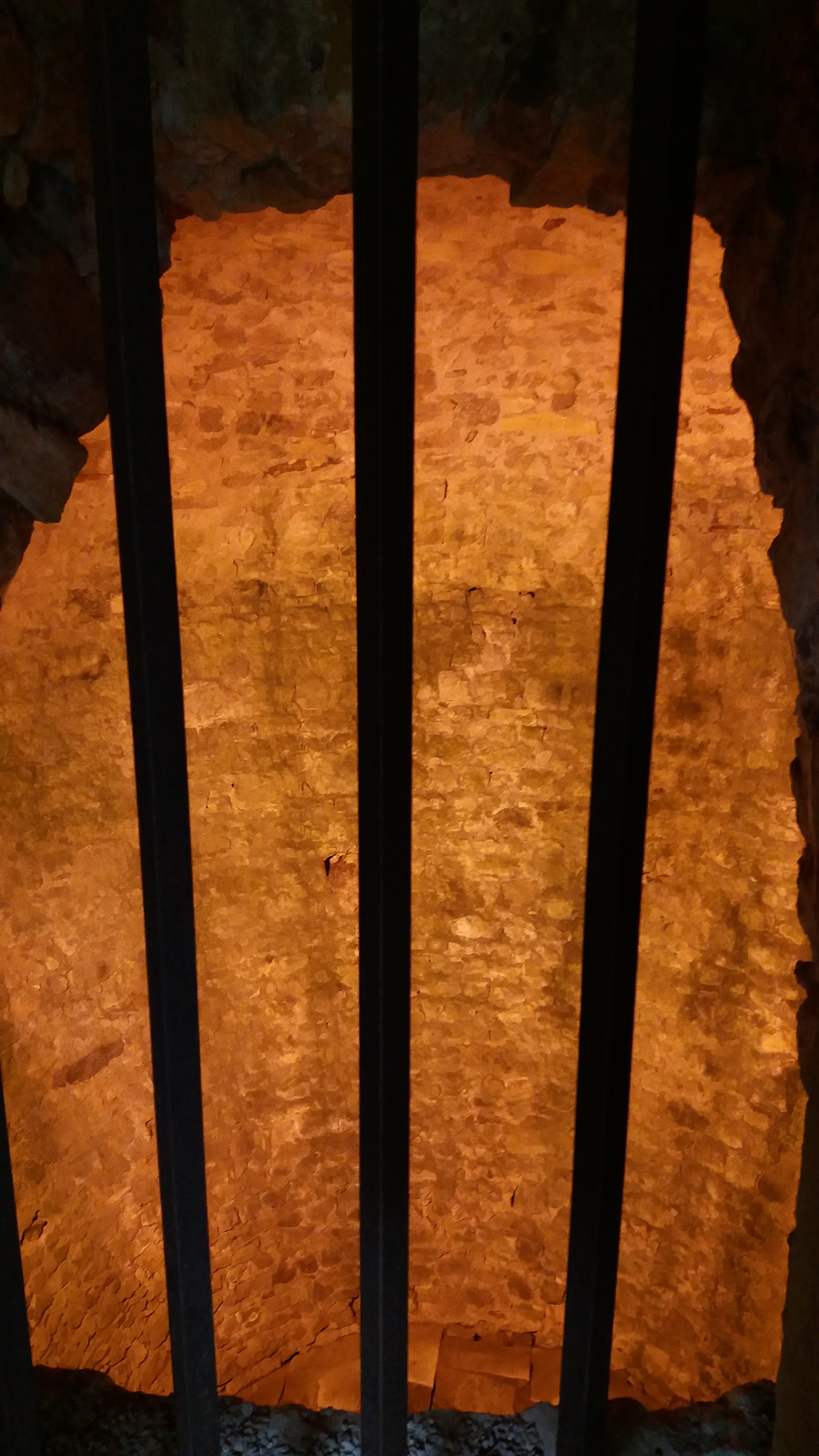

## Historique

Armes des Créquy
Armes des Neufville de Villeroy
Armes des Lorraine

Le château de Drée a été édifié aux XVIIe et XVIIIe siècles à l'emplacement de la maison forte de la Bazolle. Jusqu'en 1769, le château porta le nom de La Bazolle.
- 1620 1623 : construction du château par Anne de La Magdeleine, dame de La Bazolle, morte en 1656, mariée en 1632 avec François de Bonne de Créqui, 3e duc de Lesdiguières ;
- seconde moitié du XVIIe siècle : reprise des travaux interrompus à la mort du précédent
- 1703 : par héritage, la demeure revient à Catherine de Neufville de Villeroy, morte en 1707, mariée le 7 octobre 1660 avec Louis de Lorraine, comte d'Armagnac, grand écuyer de France (1641-1718)[6] ;
- 1748 : leurs enfants vendent le bien à Étienne de Drée, lequel achèvera la décoration intérieure
- 1767 : il fait ériger la terre en marquisat sous le nom de Drée, un fief de l'Auxois jadis possédé par ses ancêtres.
- 1837 : acquisition par la comtesse de Tournon-Simiane
- jusqu'en 1993 : propriété du prince de Croÿ-Rœulx, appartenant à un rameau belge de la famille de Croÿ
- 1995 : rachat du château par Ghislain Prouvost, d'une famille d'industriels du textile du Nord, qui entame des travaux importants de restauration et ouvre la demeure à la visite

## Galerie

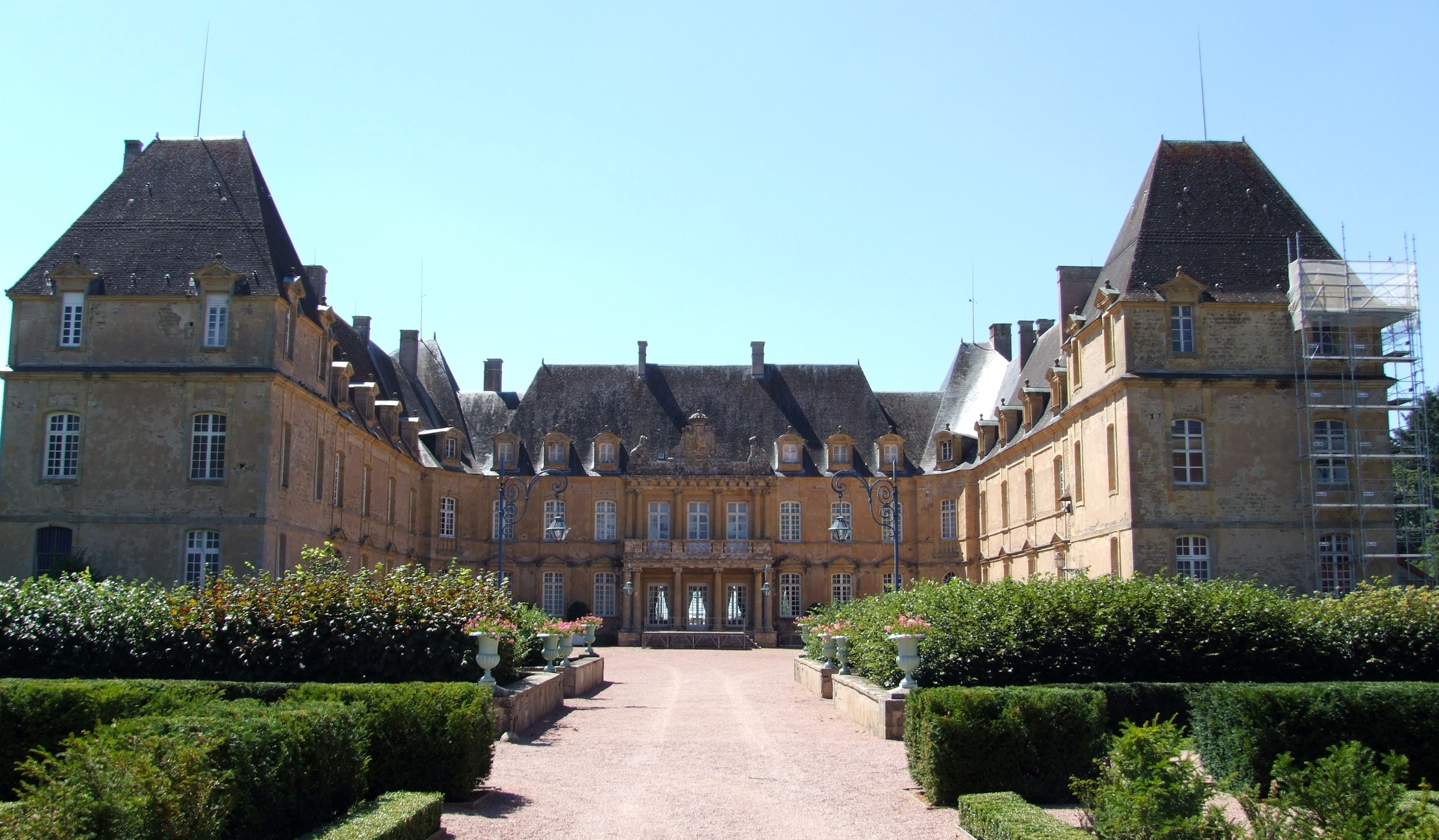
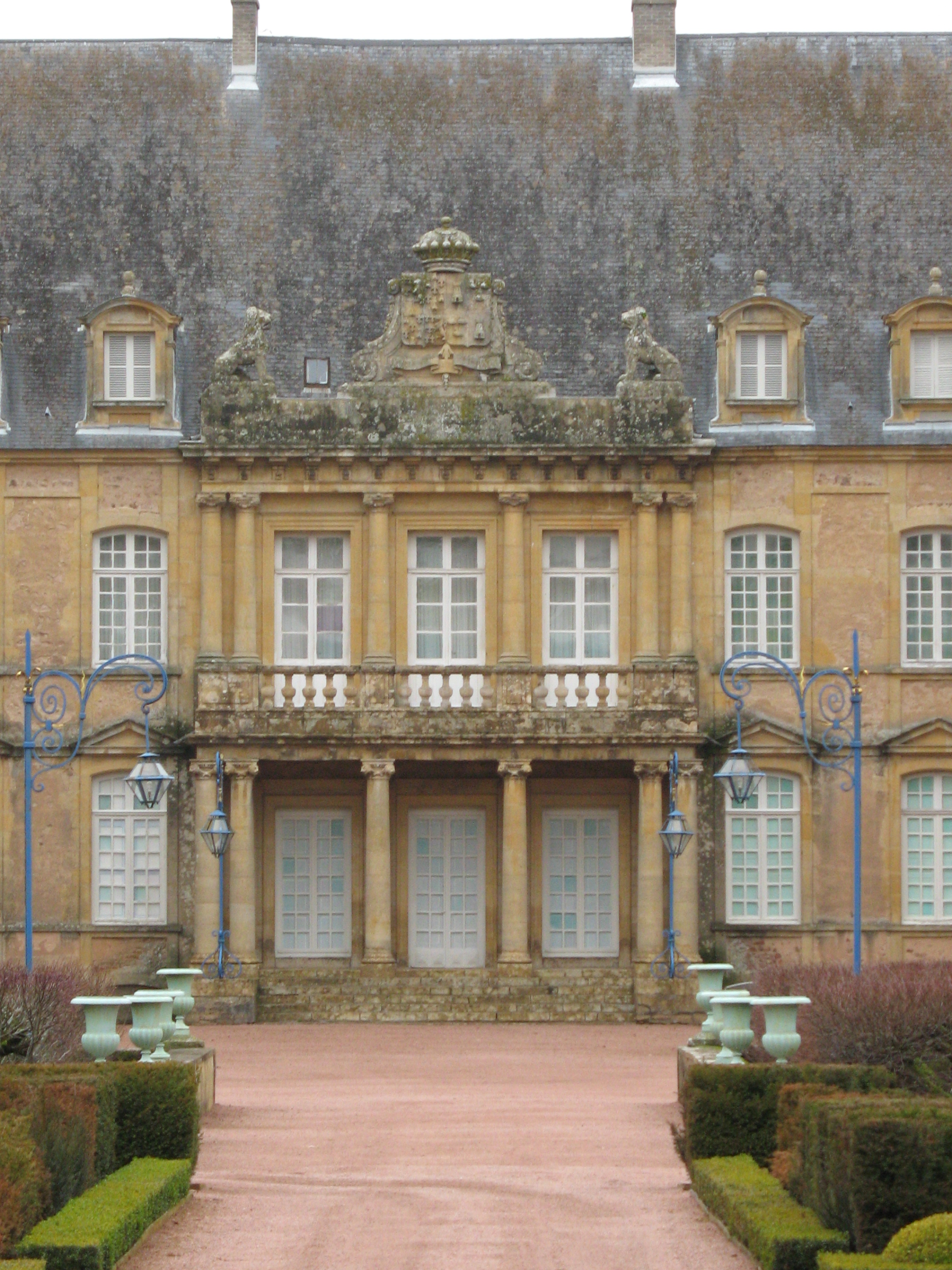
Avant-corps de la façade orientale